# NGC 5480
NGC 5480 is een spiraalvormig sterrenstelsel in het sterrenbeeld Grote Beer. Het hemelobject werd op 15 mei 1787 ontdekt door de Duits-Britse astronoom William Herschel.

## Synoniemen
- UGC 9026
- MCG 9-23-35
- ZWG 272.27
- KCPG 416A
- IRAS 14045+5057
- PGC 50312